# Ciaccona
In musica, il termine ciaccona (/ʧakˈkona/; in spagnolo chacona /ʧaˈkona/; in francese, inglese e tedesco chaconne /ʃaˈkɔn/), designa un tipo di danza caratteristica, di origine cinquecentesca spagnola o forse latinoamericana, nonché una forma musicale derivata dalla danza stessa.

## Storia
In tempo ternario su un basso sincopato ostinato, in origine danza di carattere vivace e scherzoso, acquisì tratti più austeri alla corte francese, entrando agli inizi del XVII secolo nel balletto, nell'opera e nelle suite strumentali.
Il termine fu successivamente applicato a qualsiasi opera in tempo moderato di 34, che consistesse in alcune variazioni su una linea di basso.
Nel Seicento esempi notevoli sono le ciaccone di Claudio Monteverdi (Zefiro torna), Heinrich Biber, e Heinrich Schütz (Es steh Gott auf, terza parte).
Nel Settecento celebre è la Ciaccona in sol minore per violino e basso continuo attribuita a Tomaso Antonio Vitali, ma la ciaccona più nota è quella della seconda partita per violino solo di Johann Sebastian Bach (la linea di basso non è sempre realmente presente, ma talvolta viene ricostruita dall'ascoltatore secondo il principio della polifonia immanente).
Le Variazioni Goldberg di Bach sono spesso giudicate impropriamente come appartenenti al genere della ciaccona, sebbene Bach non le abbia esplicitamente etichettate come tali; in realtà si parla più di una forma di passacaglia ben definita. Tuttavia colui che ricorrerà molto spesso all'utilizzo ed allo sviluppo della forma sarà Georg Friedrich Händel, che ne comporrà appositi pezzi per il clavicembalo, nonché per suites strumentali. Dopo il periodo barocco, la forma della ciaccona non è stata utilizzata se non di rado, anche se le 32 Variazioni in Do minore di Ludwig van Beethoven ne sono un esempio lampante.
Il basso che caratterizza la ciaccona soggiace a una regola ferrea: si muove dalla tonica alla dominante, con moto ascendente o discendente, cromatico o diatonico. Può anche essere sottinteso, dato che l'armonia realizzata dalle voci superiori ne fa comunque percepire la presenza.